# 함흥대극장

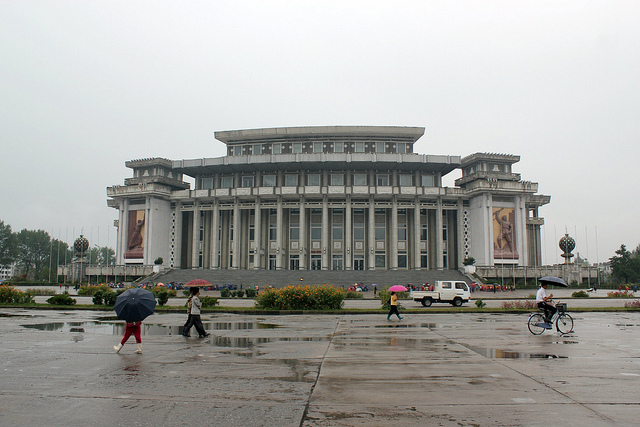
함흥시 함흥대극장

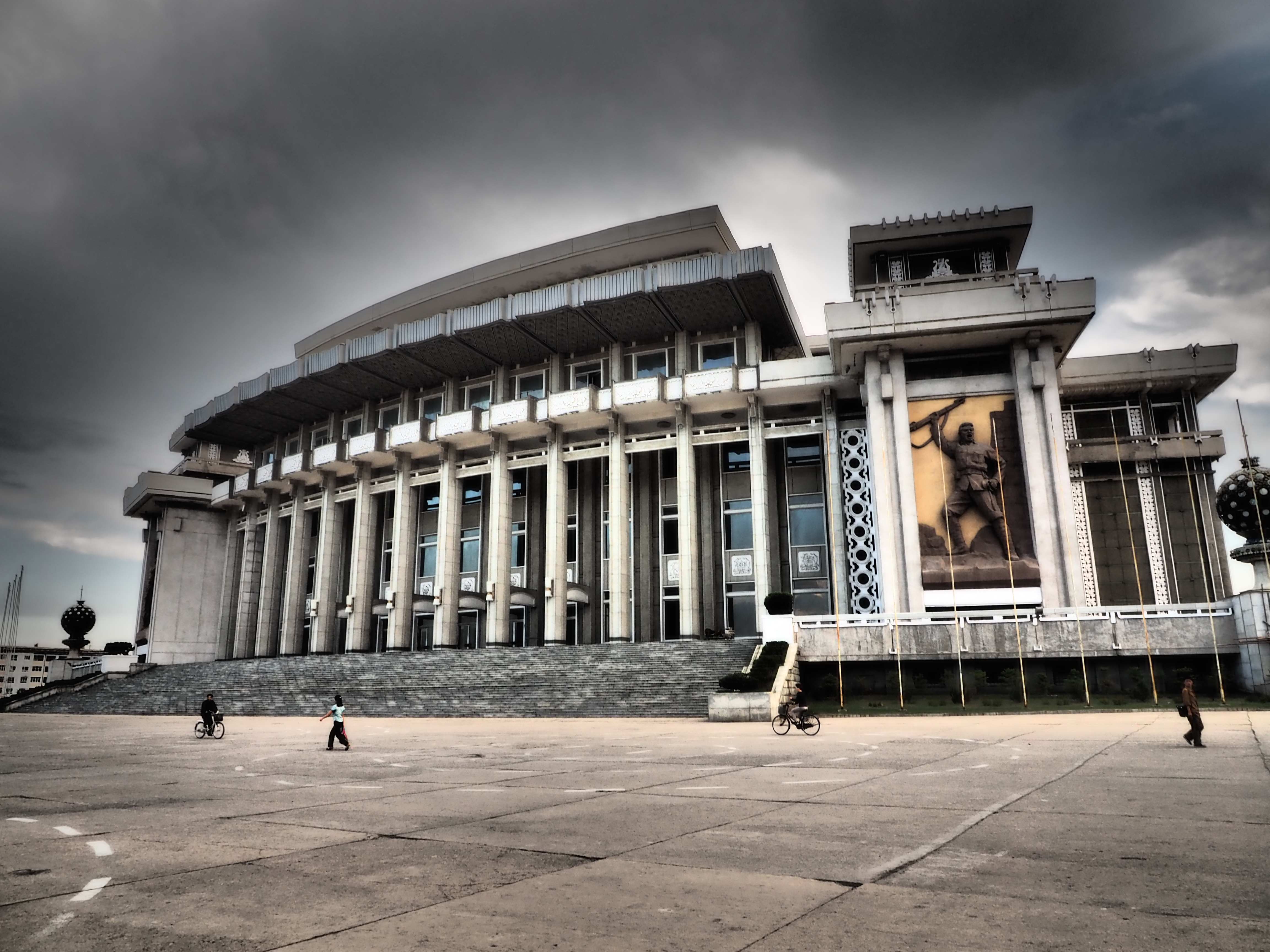
함흥시 함흥대극장 2014년 6월 모습

함흥대극장(咸興大劇場, 영어: Hamhung Grand Theatre)은 조선민주주의인민공화국의 함경남도 함흥시에 위치한 극장으로, 1984년 4월에 문을 열었다.

## 구성
총 부지면적 11만m2, 건축면적 15,000여m2, 연건축면적 58,000여m2이며, 2,500여 석을 가진 대극장과 700여 석을 가진 소극장이 있다. 함흥대극장은 전면 7층, 후면 9층으로 구성되었고 연습실, 녹음실, 공연준비실 그리고 각종 기술실 등 부속시설이 있으며 무대는 회전 무대, 미끄럼 무대 그리고 승강 무대 등으로 이루어졌다. 극장 전면에는 높이 26m의 기둥 14개가 받치고 있으며, 외부 벽은 조선민주주의인민공화국 '혁명가극'의 주인공을 소재로 만든 조각 작품으로 꾸며졌다.

## 건축 양식
조선민주주의인민공화국의 건축 양식은 전통건축요소를 직접적으로 수용하던 60년대와는 달리 70년대에 들어서면서 전통 요소를 현대화시키려는 시도가 두드러지는데 1984년에 완공된 함흥대극장이 그러한 변화의 대표적인 예가 된다. 안창모 경기대학교 건축대학원 교수는 전통건축의 요소를 현대화하는 작업은 지붕에 기와지붕을 사용하지 않으면서 우리 건축의 분위기를 연출하는 것이 핵심이어서 경사 지붕은 가능하면 사용하지 않았지만, 목구조의 결구 특성을 구조체로 표현하면서 조형적 아름다움을 갖추는데 건축적 노력이 경주되었다고 설명하였다.
그 결과는 지붕의 처마를 돌출시키고 처마 밑은 콘크리트로 서까래의 섬세함을 만들거나 단순화시키며, 기둥과 보의 만남을 의도적으로 노출시켜 목구조의 결구 특성을 드러내는 것으로 나타났는데 한편, 이렇게 형성된 건축물에서는 목구조의 결구 특성으로 생기는 벽면 중 창이 설치되지 않는 부분에 사회주의 리얼리즘에 기초한 형상화들로 채워지기도 했다고 안 교수는 그의 논문 '남과 북의 건축문화와 민족정체성'(2009)에서 설명하였다.